# 2000-es sebringi 12 órás verseny
A Sebringi 12 órás versenyt 2000. március 18-án, 48. alkalommal rendezték meg.

## Végeredmény
|            | Kategória | #  | Csapat                              | Versenyző                                                | Modell                           | Gumi | Körök |
| Motor      | Kategória | #  | Csapat                              | Versenyző                                                |                                  | Gumi | Körök |
| ---------- | --------- | -- | ----------------------------------- | -------------------------------------------------------- | -------------------------------- | ---- | ----- |
| 1          | LMP       | 78 | Audi Sport North America            | Frank Biela Emanuele Pirro Tom Kristensen                | Audi R8                          | M    | 360   |
| 1          | LMP       | 78 | Audi Sport North America            | Frank Biela Emanuele Pirro Tom Kristensen                | Audi 3.6L Turbo V8               | M    | 360   |
| 2          | LMP       | 77 | Audi Sport North America            | Rinaldo Capello Michele Alboreto Allan McNish            | Audi R8                          | M    | 360   |
| 2          | LMP       | 77 | Audi Sport North America            | Rinaldo Capello Michele Alboreto Allan McNish            | Audi 3.6L Turbo V8               | M    | 360   |
| 3          | LMP       | 42 | BMW Motorsport Schnitzer Motorsport | Jörg Müller JJ Lehto                                     | BMW V12 LMR                      | M    | 359   |
| 3          | LMP       | 42 | BMW Motorsport Schnitzer Motorsport | Jörg Müller JJ Lehto                                     | BMW S70 6.0L V12                 | M    | 359   |
| 4          | LMP       | 43 | BMW Motorsport Schnitzer Motorsport | Jean-Marc Gounon Steve Soper Bill Auberlen               | BMW V12 LMR                      | M    | 358   |
| 4          | LMP       | 43 | BMW Motorsport Schnitzer Motorsport | Jean-Marc Gounon Steve Soper Bill Auberlen               | BMW S70 6.0L V12                 | M    | 358   |
| 5          | LMP       | 27 | Doran Lista Racing                  | Didier Theys Mauro Baldi Fredy Lienhard                  | Ferrari 333 SP                   | M    | 337   |
| 5          | LMP       | 27 | Doran Lista Racing                  | Didier Theys Mauro Baldi Fredy Lienhard                  | Judd GV4 4.0L V10                | M    | 337   |
| 6          | LMP       | 19 | Team Cadillac                       | Wayne Taylor Eric van de Poele Max Angelelli             | Cadillac Northstar LMP           | P    | 331   |
| 6          | LMP       | 19 | Team Cadillac                       | Wayne Taylor Eric van de Poele Max Angelelli             | Cadillac Northstar 4.0L Turbo V8 | P    | 331   |
| 7          | GTS       | 91 | Viper Team Oreca                    | Dominique Dupuy Olivier Beretta Karl Wendlinger          | Dodge Viper GTS-R                | M    | 327   |
| 7          | GTS       | 91 | Viper Team Oreca                    | Dominique Dupuy Olivier Beretta Karl Wendlinger          | Dodge 8.0L V10                   | M    | 327   |
| 8          | GTS       | 92 | Viper Team Oreca                    | David Donohue Tommy Archer Marc Duez                     | Dodge Viper GTS-R                | M    | 326   |
| 8          | GTS       | 92 | Viper Team Oreca                    | David Donohue Tommy Archer Marc Duez                     | Dodge 8.0L V10                   | M    | 326   |
| 9          | GTS       | 93 | Viper Team Oreca                    | Jean-Philippe Belloc Anthony Beltoise Ni Amorim          | Dodge Viper GTS-R                | M    | 321   |
| 9          | GTS       | 93 | Viper Team Oreca                    | Jean-Philippe Belloc Anthony Beltoise Ni Amorim          | Dodge 8.0L V10                   | M    | 321   |
| 10         | GT        | 5  | Dick Barbour Racing                 | Dirk Müller Lucas Luhr                                   | Porsche 911 GT3-R                | M    | 313   |
| 10         | GT        | 5  | Dick Barbour Racing                 | Dirk Müller Lucas Luhr                                   | Porsche 3.6L Flat-6              | M    | 313   |
| 11         | GT        | 70 | Skea Racing International           | Johnny Mowlem David Murry                                | Porsche 911 GT3-R                | P    | 308   |
| 11         | GT        | 70 | Skea Racing International           | Johnny Mowlem David Murry                                | Porsche 3.6L Flat-6              | P    | 308   |
| 12         | GTS       | 33 | Konrad Motorsport                   | Franz Konrad Charles Slater John Paul, Jr.               | Porsche 911 GT2                  | D    | 307   |
| 12         | GTS       | 33 | Konrad Motorsport                   | Franz Konrad Charles Slater John Paul, Jr.               | Porsche 3.8L Turbo Flat-6        | D    | 307   |
| 13         | GT        | 03 | Reiser Callas Rennsport             | Hurley Haywood Craig Stanton Joel Reiser                 | Porsche 911 GT3-R                | Y    | 306   |
| 13         | GT        | 03 | Reiser Callas Rennsport             | Hurley Haywood Craig Stanton Joel Reiser                 | Porsche 3.6L Flat-6              | Y    | 306   |
| 14         | GT        | 07 | RWS Motorsport                      | Dieter Quester Philipp Peter Luca Riccitelli             | Porsche 911 GT3-R                | M    | 302   |
| 14         | GT        | 07 | RWS Motorsport                      | Dieter Quester Philipp Peter Luca Riccitelli             | Porsche 3.6L Flat-6              | M    | 302   |
| 15         | GT        | 41 | Team LR Organization                | Christophe Bouchut Angelo Zadra                          | Porsche 911 GT3-R                | Y    | 302   |
| 15         | GT        | 41 | Team LR Organization                | Christophe Bouchut Angelo Zadra                          | Porsche 3.6L Flat-6              | Y    | 302   |
| 16         | GTS       | 4  | Corvette Racing                     | Andy Pilgrim Kelly Collins Franck Fréon                  | Chevrolet Corvette C5-R          | G    | 300   |
| 16         | GTS       | 4  | Corvette Racing                     | Andy Pilgrim Kelly Collins Franck Fréon                  | Chevrolet 7.0L V8                | G    | 300   |
| 17         | GT        | 71 | Skea Racing International           | Rohan Skea Grady Willingham Lloyd Hawkins                | Porsche 911 GT3-R                | P    | 284   |
| 17         | GT        | 71 | Skea Racing International           | Rohan Skea Grady Willingham Lloyd Hawkins                | Porsche 3.6L Flat-6              | P    | 284   |
| 18         | GT        | 87 | MCR/Nygmatech                       | Tim Robertson Ian James João Barbosa                     | Porsche 911 Carrera RSR          | P    | 276   |
| 18         | GT        | 87 | MCR/Nygmatech                       | Tim Robertson Ian James João Barbosa                     | Porsche 3.8L Flat-6              | P    | 276   |
| 19         | GT        | 66 | The Racer's Group                   | Kevin Buckler Robert Nagel Mike Fitzgerald               | Porsche 911 GT3-R                | G    | 266   |
| 19         | GT        | 66 | The Racer's Group                   | Kevin Buckler Robert Nagel Mike Fitzgerald               | Porsche 3.6L Flat-6              | G    | 266   |
| 20         | GT        | 89 | MCR/Nygmatech                       | Dave Dullum James McCormick Kurt Baumann                 | Porsche 911 GT3-R                | P    | 258   |
| 20         | GT        | 89 | MCR/Nygmatech                       | Dave Dullum James McCormick Kurt Baumann                 | Porsche 3.6L Flat-6              | P    | 258   |
| 21 Kiesett | GT        | 51 | Dick Barbour Racing                 | Sascha Maassen Bob Wollek                                | Porsche 911 GT3-R                | M    | 251   |
| 21 Kiesett | GT        | 51 | Dick Barbour Racing                 | Sascha Maassen Bob Wollek                                | Porsche 3.6L Flat-6              | M    | 251   |
| 22 Kiesett | LMP       | 1  | Panoz Motor Sports                  | David Brabham Jan Magnussen Pierre-Henri Raphanel        | Panoz LMP-1 Roadster-S           | M    | 249   |
| 22 Kiesett | LMP       | 1  | Panoz Motor Sports                  | David Brabham Jan Magnussen Pierre-Henri Raphanel        | Élan 6L8 6.0L V8                 | M    | 249   |
| 23 Kiesett | GT        | 21 | MCR/Aspen Knolls                    | Shane Lewis Cort Wagner Bob Mazzuoccola                  | Porsche 911 GT3-R                | P    | 229   |
| 23 Kiesett | GT        | 21 | MCR/Aspen Knolls                    | Shane Lewis Cort Wagner Bob Mazzuoccola                  | Porsche 3.6L Flat-6              | P    | 229   |
| 24 Kiesett | GTS       | 3  | Corvette Racing                     | Chris Kneifel Ron Fellows Justin Bell                    | Chevrolet Corvette C5-R          | G    | 201   |
| 24 Kiesett | GTS       | 3  | Corvette Racing                     | Chris Kneifel Ron Fellows Justin Bell                    | Chevrolet 7.0L V8                | G    | 201   |
| 25         | LMP       | 37 | Intersport Racing                   | Jon Field Don Whittington Dale Whittington               | Lola B98/10                      | G    | 181   |
| 25         | LMP       | 37 | Intersport Racing                   | Jon Field Don Whittington Dale Whittington               | Ford 5.1L V8                     | G    | 181   |
| 26 Kiesett | LMP       | 38 | Champion Racing                     | Dorsey Schroeder James Weaver Ralf Kelleners             | Lola B2K/10                      | M    | 165   |
| 26 Kiesett | LMP       | 38 | Champion Racing                     | Dorsey Schroeder James Weaver Ralf Kelleners             | Porsche 3.6L Turbo Flat-6        | M    | 165   |
| 27 Kiesett | LMP       | 31 | Motorola DAMS                       | Emmanuel Collard Éric Bernard                            | Cadillac Northstar LMP           | P    | 163   |
| 27 Kiesett | LMP       | 31 | Motorola DAMS                       | Emmanuel Collard Éric Bernard                            | Cadillac Northstar 4.0L Turbo V8 | P    | 163   |
| 28         | GT        | 88 | MCR/Nygmatech                       | Leo Hindery Peter Baron Tony Kester                      | Porsche 911 GT3-R                | P    | 147   |
| 28         | GT        | 88 | MCR/Nygmatech                       | Leo Hindery Peter Baron Tony Kester                      | Porsche 3.6L Flat-6              | P    | 147   |
| 29 Kiesett | GT        | 30 | White Lightning Racing              | Gunnar Jeanette Rod McLeod Michael Lauer                 | Porsche 911 GT3-R                | P    | 143   |
| 29 Kiesett | GT        | 30 | White Lightning Racing              | Gunnar Jeanette Rod McLeod Michael Lauer                 | Porsche 3.6L Flat-6              | P    | 143   |
| 30 Kiesett | GT        | 6  | Prototype Technology Group          | Boris Said Johannes van Overbeek Hans Joachim Stuck      | BMW M3                           | Y    | 141   |
| 30 Kiesett | GT        | 6  | Prototype Technology Group          | Boris Said Johannes van Overbeek Hans Joachim Stuck      | BMW 3.2L I6                      | Y    | 141   |
| 31 Kiesett | GTS       | 08 | Roock Motorsport North America      | Claudia Hürtgen Hubert Haupt Vic Rice                    | Porsche 911 GT2                  | Y    | 125   |
| 31 Kiesett | GTS       | 08 | Roock Motorsport North America      | Claudia Hürtgen Hubert Haupt Vic Rice                    | Porsche 3.8L Turbo Flat-6        | Y    | 125   |
| 32 Kiesett | LMP       | 06 | Multimatic Motorsports              | Scott Maxwell John Maxwell David Empringham              | Lola B98/10                      | P    | 124   |
| 32 Kiesett | LMP       | 06 | Multimatic Motorsports              | Scott Maxwell John Maxwell David Empringham              | Ford Cosworth XD 2.6L Turbo V8   | P    | 124   |
| 33 Kiesett | GT        | 10 | Prototype Technology Group          | Peter Cunningham Brian Cunningham Darren Law             | BMW M3                           | Y    | 106   |
| 33 Kiesett | GT        | 10 | Prototype Technology Group          | Peter Cunningham Brian Cunningham Darren Law             | BMW 3.2L I6                      | Y    | 106   |
| 34 Kiesett | GT        | 52 | Seikel Motorsport                   | Philip Collin Kurt Mathewson Tony Burgess                | Porsche 911 GT3-R                | D    | 105   |
| 34 Kiesett | GT        | 52 | Seikel Motorsport                   | Philip Collin Kurt Mathewson Tony Burgess                | Porsche 3.6L Flat-6              | D    | 105   |
| 35 Kiesett | LMP       | 9  | Team Cadillac                       | Andy Wallace Franck Lagorce                              | Cadillac Northstar LMP           | P    | 87    |
| 35 Kiesett | LMP       | 9  | Team Cadillac                       | Andy Wallace Franck Lagorce                              | Cadillac Northstar 4.0L Turbo V8 | P    | 87    |
| 36 Kiesett | LMP       | 2  | Panoz Motor Sports                  | Johnny O'Connell Hiroki Katou                            | Panoz LMP-1 Roadster-S           | M    | 79    |
| 36 Kiesett | LMP       | 2  | Panoz Motor Sports                  | Johnny O'Connell Hiroki Katou                            | Élan 6L8 6.0L V8                 | M    | 79    |
| 37 Kiesett | GTS       | 09 | Roock Motorsport North America      | Zak Brown Stephen Earle Manfred Jurasz                   | Porsche 911 GT2                  | Y    | 76    |
| 37 Kiesett | GTS       | 09 | Roock Motorsport North America      | Zak Brown Stephen Earle Manfred Jurasz                   | Porsche 3.8L Turbo Flat-6        | Y    | 76    |
| 38 Kiesett | LMP       | 36 | Johansson-Matthews Racing           | Stefan Johansson Guy Smith Jim Matthews                  | Reynard 2KQ                      | Y    | 65    |
| 38 Kiesett | LMP       | 36 | Johansson-Matthews Racing           | Stefan Johansson Guy Smith Jim Matthews                  | Judd GV4 4.0L V10                | Y    | 65    |
| 39 Kiesett | GT        | 23 | Alex Job Racing                     | Randy Pobst Mike Conte Bruno Lambert                     | Porsche 911 GT3-R                | M    | 59    |
| 39 Kiesett | GT        | 23 | Alex Job Racing                     | Randy Pobst Mike Conte Bruno Lambert                     | Porsche 3.6L Flat-6              | M    | 59    |
| 40 Kiesett | LMP       | 0  | Team Rafanelli SRL                  | Mimmo Schiattarella Pierluigi Martini Didier de Radigues | Lola B2K/10                      | M    | 52    |
| 40 Kiesett | LMP       | 0  | Team Rafanelli SRL                  | Mimmo Schiattarella Pierluigi Martini Didier de Radigues | Judd (Rafanelli) GV4 4.0L V10    | M    | 52    |
| 41 Kiesett | LMP       | 74 | Robinson Racing                     | George Robinson Irv Hoerr Jack Baldwin                   | Reynard 2KQ                      | G    | 48    |
| 41 Kiesett | LMP       | 74 | Robinson Racing                     | George Robinson Irv Hoerr Jack Baldwin                   | Judd GV4 4.0L V10                | G    | 48    |
| 42 Kiesett | LMP       | 02 | Pole Team                           | Norman Simon Günther Blieninger Mark Simo                | Riley & Scott MkIII              | M    | 8     |
| 42 Kiesett | LMP       | 02 | Pole Team                           | Norman Simon Günther Blieninger Mark Simo                | Judd GV4 4.0L V10                | M    | 8     |